# Pangasinan
El pangasinan,(pangasinan: Salitan Pangasinan; de vegades anomenat pel seu nom castellà, pangasinense) és una llengua que pertany al grup malaiopolinesi de la família austronesia. El pangasinan és parlat per més de dos milions de persones a la província de Pangasinan, situada a la zona centre-occidental de l'illa de Luzon, (Filipines), on és l'idioma principal i oficial, i en altres comunitats pangasinenses del país, així com per nombrosos immigrants als Estats Units, particularment en la badia de San Francisco en l'estat de Califòrnia que posseeix una important comunitat filipina. És una de les dotze llengües principals a les Filipines.

## Classificació
El pangasinan pertany a la branca de les llengües malaiopolinèsies de la família de les llengües austronèsies.

Pangasinan és similar als idiomes tagal i Ilocano que es parlen a les Filipines, indonesi d'Indonèsia, malai de Malàisia, i malgaix de Madagascar. El pangasinan està molt estretament relacionat amb la llengua ibaloi que es parla a la província veïna de Benguet i Baguio, que es troba al nord de Pangasinan. El pangasinan es classifica en el grup de llengües pangasinianeses. Aquestes llengües són:
- Pangasinan
- Ibaloi
- Karao
- I-Wak
- Kalanguya
- Keley-I
- Kallahan
- Kayapa
- Tinoc

El pangasinan es parla principalment a les províncies de Pangasinan i Benguet, i en algunes zones de les províncies veïnes de Zambales, Tarlac, Nueva Ecija, Aurora, Nueva Vizcaya i Ifugao.
El pangasinan és un llengua aglutinant.

## Història
Parlants de llengües austronèsies es va establir al sud-est asiàtic marítim durant èpoques prehistòriques, potser fa més de 5.000 anys. Els parlants indígenes de pangasinan són descendents d'aquests colons, que eren probablement part d'una onada de migració humana prehistòrica que es creu àmpliament que es va originar a partir del sud de la Xina a través de Taiwan fa entre 10.000 i 6.000 anys.
El mot pangasinan significa 'terra de sal' (derivat d'asin 'sal'); pangasinan també podria referir-se a un "contenidor de sal o productes salats"; es refereix a la gerra de ceràmica per a l'emmagatzematge de sal o productes salats o el seu contingut.

## Gramàtica

### Estructura de l'oració
Com altres llengües malaiopolinèsies, el pangasinan és una llengua VSO. El pangasinan és a més una llengua aglutinant

### Pronoms

#### Personal
|                            | Absolutiu independent | Absolutiu enclític | Ergatiu | Obliqu      |
| -------------------------- | --------------------- | ------------------ | ------- | ----------- |
| 1a persona singular        | siák                  | ak                 | -k(o)   | ed siak     |
| 1a persona dual            | sikatá                | ita, ta            | -ta     | ed sikata   |
| 2a persona singular        | siká                  | ka                 | -m(o)   | ed sika     |
| 3a persona singular        | sikató                | -, -a              | to      | ed sikato   |
| 1a persona plural inclusiu | sikatayó              | itayo, tayo        | -tayo   | ed sikatayo |
| 1a persona plural exclusiu | sikamí                | kamí               | mi      | ed sikami   |
| 2a persona plural          | sikayó                | kayó               | yo      | ed sikayo   |
| 3a persona plural          | sikara                | ira, ra            | da      | ed sikara   |

### Afixos
a:-UM-
MAKAN-, AKAN-
PINAGKA-
INKA-
KA
KA-AN
-AN
SAN-
SANKA-
SANKA-AN
MA-
MAY-
MAY-EN
MANKA-, ANKA-, MANGA-
KI-AN
INKI-
KI-
NA-AN, A-AN
NI-AN
EN-
-IN-
I-
I-AN
IN-
INY-
IN-AN

### Nombres
Llista de nombres de l'u al deu en català, tagal, ilocano i pangasinan.
| Català | Tagal  | Ilocano   | Pangasinan                 |
| ------ | ------ | --------- | -------------------------- |
| u      | isa    | maysa     | sakey, isa                 |
| dos    | dalawa | dua       | duara, dua                 |
| tres   | tatlo  | tallo     | talora, talo               |
| quatre | apat   | uppat     | apatira, apat              |
| cinc   | lima   | lima      | limara, lima               |
| sis    | anim   | innem     | anemira, anem              |
| set    | pito   | pito      | pitora, pito               |
| vuit   | walo   | walo      | walora, walo               |
| nou    | siyam  | siam      | siamira, siam              |
| deu    | sampu  | sangapulo | samplora, samplo,sangapolo |

Nombres cardinals:
| Pangasinan                                            | Català            |
| ----------------------------------------------------- | ----------------- |
| isa, sakey, san-                                      | u                 |
| dua, dua'ra (dua ira)                                 | dos               |
| talo, -tlo, talo'ra (talo ira)                        | tres              |
| apat, -pat, apatira (apat ira)                        | quatre            |
| lima, lima'ra (lima ira)                              | cinc              |
| anem, -nem, anemira (anem ira)                        | sis               |
| pito, pito'ra (pito ira)                              | set               |
| walo, walo'ra (walo ira)                              | vuit              |
| siam, siamira (siam ira)                              | nou               |
| polo, samplo (isa'n polo), samplo'ra (isa'n polo ira) | deu               |
| lasus, sanlasus (isa'n lasus)                         | centenars, cent   |
| libo, sakey libo                                      | milers, mils, mil |
| laksa, sanlaksa (isa'n laksa), sakey a laksa          | deu mil           |

Nombres ordinals:
Els nombres ordinals es formen amb el prefix KUMA- (KA- més infix -UM). Example: kumadua, segon.
Nombres associatius:
Els nombres associatius es formen amb el prefix ka-. Exemple:  katlo , la tercera part d'un grup de tres.
Fraccions:
Els nombres fraccionaris es formen amb prefix ka- i un nombre associatiu. Exemple:  kakatlo , tercera part.
Multiplicatius:
Nombres ordinals multiplicadors es formen amb el prefix PI- i un nombre cardinal de dos a quatre o PIN- per mostrar altres nombres, excepte per al número u. Exemple: Kaisa, la primera vegada; Pidua, segona vegada; Pinlima, cinquena vegada.
Els nombres cardinals multiplicadors es formen amb prefix MAN- (MAMI- o MAMIN- per a temps present o futur, i AMI- or AMIN- per al temps passat) amb el nombre ordinal corresponent multiplicador. Exemple: aminsan, un cop; amidua, dues vegades; mamitlo, tres vegades.
Distributius:
Els nombres cardinals distributius estan formats amb els prefixos SAN-, TAG-, o TUNGGAL i un nombre cardinal. Exemple: sansakey, un cada un; Sanderua, dos cadascun.
Els nombres multiplicadors distributius es formen amb els prefixos MAGSI-, TUNGGAL, o BALANGSAKEY i un nombre cardinal multiplicador. Exemple: Tunggal pamidua, dues vegades cada un; Magsi-pamidua, cadascun dues vegades.

## Fonologia

### Consonants
|            |            | Bilabial | Dental / Alveolar | Palatal | Velar | Glotal |
| ---------- | ---------- | -------- | ----------------- | ------- | ----- | ------ |
| Nasal      | Nasal      | m        | n                 |         | ŋ     |        |
| Oclusiva   | Sorda      | p        | t                 | tʃ      | k     | ʔ      |
| Oclusiva   | Sonora     | b        | d                 | dʒ      | ɡ     |        |
| Fricativa  | Fricativa  |          | s                 | ʃ       |       |        |
| Bategant   | Bategant   |          | ɾ                 |         |       |        |
| Aproximant | Aproximant |          | l                 | j       | w     |        |

### Vocals
|            | Anterior | Central | Posterior |
| ---------- | -------- | ------- | --------- |
| Tancada    | i        |         | u         |
| Mitjana    |          | ə       |           |
| Semioberta | ɛ        |         | ɔ         |
| Oberta     |          | ä       |           |

## Alfabet
El pangasinan modern té 27 lletres, que inclouen les 26 lletres de l'alfabet llatí bàsic i el dígraf pangasinanès ng:
| Majúscules |   |   |   |   |   |   |   |   |   |   |   |   |   |    |   |   |   |   |   |   |   |   |   |   |   |   |
| A          | B | C | D | E | F | G | H | I | J | K | L | M | N | NG | O | P | Q | R | S | T | U | V | W | X | Y | Z |
| Minúscules |   |   |   |   |   |   |   |   |   |   |   |   |   |    |   |   |   |   |   |   |   |   |   |   |   |   |
| a          | b | c | d | e | f | g | h | i | j | k | l | m | n | ng | o | p | q | r | s | t | u | v | w | x | y | z |

## Ortografia
L'antic poble de Pangasinan utilitzava un sistema d'escriptura indígena. L'antiga escriptura de Pangasinan, que està relacionada amb l'escriptura baybayin del tagal, es deriva de l'alfabet kawi javanès d'Indonèsia i l'alfabet vatteluttu o Pal·lava del sud de l'Índia.
L'alfabet llatí es va introduir durant el període colonial espanyol. La literatura en pangasinan, utilitzant el sil·labari indígena i l'alfabet llatí, va continuar florint durant els períodes colonials espanyol i nord-americà. El pangasinan va adquirir moltes paraules del castellà i l'anglès i algunes paraules indígenes es va espanyolitzar o anglicitzar. No obstant això, l'ús de l'antic sil·labari ha disminuït, i no és molta la literatura escrita en ell que ha sobreviscut.

## ElParenostreen pangasinan
Ama mi wala ka'd tawen

Nagalang so ngaran Mo

Onsabi'd sikami panarian Mo

Onorey linawam diad dalin onung ed tawen.

Say kanen min inagew-agew

Iter mo'd sikami ed agew aya

Tan paandien Mo ray utang mi

Onung na panamaandi mi'y utang day akautang ed sikami

Tan ag Mo kami iter ya onabuloy ed tukso

Ilaban Mo kami ed mauges.

amen

## Llista de mots forans
Molts dels manlleus lingüístics provenen del castellà, atès que Filipines fou governada per Espanya durant més de 300 anys. Alguns exemples són lugar (lloc), podir (poder), kontra (contra), birdi ("verde", verd), ispiritu ("espíritu", esperit), i santo (sant).